# كوديم غشائي
كوديم غشائي (الاسم العلمي:Codiaeum membranaceum) هو نوع من النباتات يتبع جنس الكوديم من الفصيلة الفربيونية. تم وصف هذا النوع من النبات علمياً لأول مرة من قبل سبنسر لي مارشنت مور سنة 1920.